# Sociedad Deportiva Eibar
A Sociedad Deportiva Eibar é um clube de futebol da Espanha da cidade de Eibar, na província de Guipúscoa. Foi fundada em 30 de novembro de 1940.
Possui o recorde de ser a equipe que permaneceu mais temporadas seguidas na Segunda Divisão: 18 temporadas, até cair para a Segunda División B (terceira divisão, a qual participou de 7 edições) na temporada 2006/07. Jogou também a Tercera División (quarta divisão) por 28 oportunidades, além de ter jogado a Preferente Regional 4 vezes.
Seu estádio é o Municipal de Ipurua.

## Elenco
Atualizado em 7 de dezembro de 2024.
Legenda
- : Capitão

## Títulos
- La Liga 2: 2013–14
- Segunda División B: 1987–88, 2006–07, 2010–11
- Tercera División: 1950–51, 1952–53, 1961–62, 1962–63, 1966–67, 1981–82, 1985–86

## História do escudo
Os escudos da Sociedad Deportiva Eibar pela história não possuem muitas diferenças. Os únicos em que se percebem mudanças significativas são os de 1990 e 1994, com mudança nas cores do escudo e a bola de futebol preta-e-branca em vez da clássica marrom.

Escudo em 1941
Escudo em 1953
Escudo em 1990
Escudo em 1994
Escudo em 1997
Escudo em 2014

## Uniformes

### 1º Uniforme
| 2020–2021 | 2019–2020 | 2018–2019 | 2017–2018 | 2016–2017 | 2015–2016 |

### 2º Uniforme
| 2020–2021 | 2019–2020 | 2018–2019 | 2017–2018 | 2016–2017 | 2015–2016 |

### 3º Uniforme
| 2020–2021 | 2019–2020 | 2018–2019 | 2017–2018 | 2016–2017 | 2015–2016 |

### Outros Uniformes
| Alternativo 2020–2021 | Alternativo 2019–2020 | Alternativo 2018–2019 | Alternativo 2017–2018 | Alternativo 2016–2017 | Alternativo 2015–2016 |